# 第三次西班牙无敌舰队远征

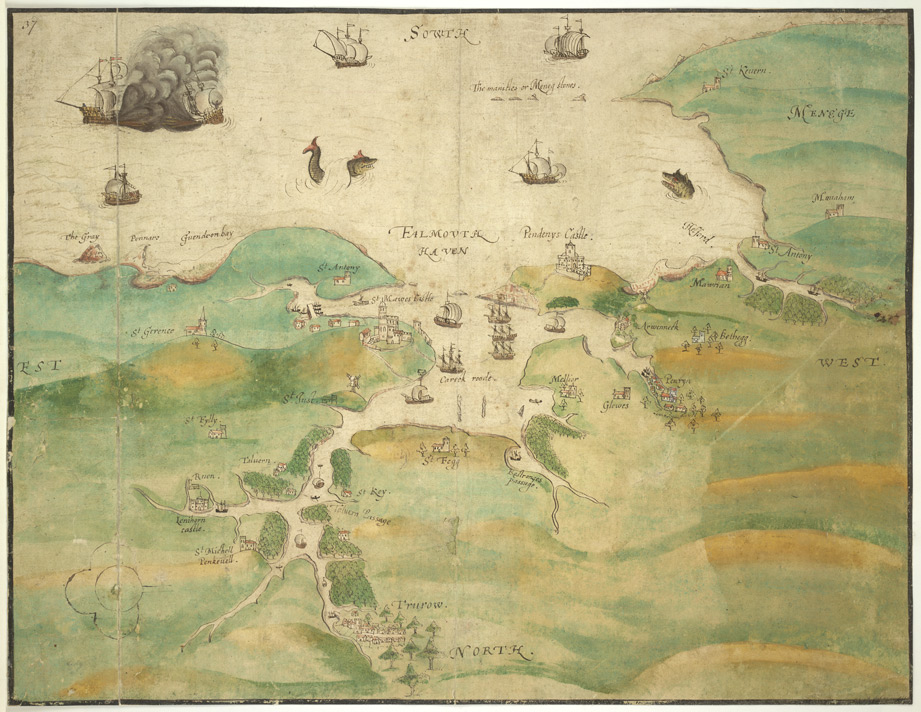
法尔芧斯港的彩色海图（绘制于1590年至1600年）

第三次西班牙无敌舰队远征又称1597年西班牙无敌舰队，是1597年10月18日至11月15日（英西战争）期間的一場軍事行動，西班牙国王腓力二世先前因英方攻占并洗劫加的斯而派出无敌舰队进行报复，但那次远征因暴风雨而失败。1597年，西班牙又派出无敌舰队出征不列颠群岛。这只无敌舰队由阿德兰塔多第一代圣加迪亚伯爵马丁·德·帕迪亚·伊·曼里克指挥，他计划拦截并歼灭第二代埃塞克斯伯爵羅伯特·德弗羅麾下的英军舰队，后者當時因埃塞克斯-雷利远征失败后返航。西班牙計劃在歼灭英舰队后，无敌舰队将继续进攻，並打算繼續法爾茅斯和米尔福德港这两个重要港口中的一个，将其作为入侵基地。
远征开始后，无敌舰队在进入英吉利海峡后遭遇暴风雨，舰队被打散。但依旧有部分船只继续航行，船上的部队甚至登上了英格兰和威尔士的海岸。而另一邊，因远征失败后返航的英军舰队被同一场暴风雨打散，而且還沒意识到西班牙人来拦截他们，最后他們也安全抵达英格兰，只损失了一艘船。帕迪亚最终下令撤军回国。返回的英国船只捕获了许多西班牙船只，从中获得了有关无敌舰队的宝贵信息。英军舰队在返航途中俘虏了一些西班牙舰船，进而获取到了关于第三次无敌舰队远征的关键情报。随后，恐慌在英格兰散布开来，部分原因是己方舰队仍在海外，英格兰海岸几乎无人防御。这进一步恶化了英格兰女王伊丽莎白一世和埃塞克斯伯爵的关系，因此第一代诺丁汉伯爵查理·霍华德从埃塞克斯伯爵手中接管了舰队指挥权。霍华德接着马上派出舰队追擊西班牙人，而此时大部分西班牙舰船都已回国。英军将尚未返回的西班牙舰船一网打尽，船上的士兵和水手都成了俘虏。远征失败后，腓力二世将责任推到无敌舰队的指挥官们头上。1597年无敌舰队也是腓力二世死前最后一次派出的无敌舰队。